# Eduardo I. Faúndez
Eduardo I. Faúndez (Punta Arenas, Chile, 18 de agosto de 1984) es un entomólogo chileno, con más de 200 artículos publicados.

## Biografía
Nació en la ciudad de Punta Arenas en donde estudió y se formó en la Universidad de Magallanes, en donde dio sus primeros pasos en la entomología, publicando sus primeros artículos. En 2013 se trasladó a la ciudad de Fargo, Dakota del Norte, para realizar sus estudios doctorales en entomología hasta 2017, volviendo luego a trabajar como entomólogo en la Universidad de Magallanes. Se ha especializado en diversas áreas, pero su mayor énfasis se encuentra en el trabajo con chinches (Heteroptera), de los cuales ha descrito cantidad de especies y géneros nuevos. Otras de sus líneas principales incluyen la entomología médica y la teratología. En su carrera como investigador ha recibido varias distinciones y haciendo noticia en distintos medios. Sumado a su  carrera como investigador, también realiza  labores de divulgación en sitios como Entomology Today.

## Lista de publicaciones
Nota: Esta es una lista de los trabajos científicos del investigador; para revisar el listado completo, revise el perfil del investigador en Google Scholar.
- 197- Diez, F., Faúndez, E.I., Cornelis, M. & M.A. Coscarón (2023) Notes on distributions of Heteroptera (Insecta: Hemiptera) in northern Patagonia and central region of Argentina. Revista de la Sociedad Entomológica Argentina, 82(3), 28-36.
- 198- van der Heyden, T., Faúndez, E.I. (2023) On the presence of Zelus renardii Kolenati, 1857 (Hemiptera: Heteroptera: Reduviidae) in Jamaica. Boletín del Museo Nacional de Historia Natural del Paraguay, 27(2), 31-33.
- 199- Faúndez, E.I., Carpintero, D.L. & Leiva, F. (2024) Primera detección en Argentina y nuevosregistros en Chile de Boisea trivittata (Say, 1825)(Heteroptera: Rhopalidae: Serinethinae). Acta Zoológica Lilloana, 68(1), 83-87.
- 200- Faúndez, E.I. (2024) Primer registro de Prostemmatinae (Heteroptera: Nabidae) en Chile. Revista de la Sociedad Entomológica Argentina, 83(2), 91-93.
- 201-Faúndez, E.I, Carpintero, D., & De Magistris, A. (2024). Primer registro de Halyomorpha halys (Stål, 1855) (Heteroptera: Pentatomidae: Pentatominae) en Argentina. Acta Zoológica Lilloana, 601–613.

## Distinciones
- Science sentinel (top 10% of reviewers in the field), Publons peer review (2017)
- College of Agriculture, Food systems and Natural Resources Graduate Research Award, North Dakota State University (2017)
- Frank Bain Scholarship, North Dakota State University (2016)
- Beatty-Munro Scholarship, North Dakota State University (2015)
- Nils Møller Andersen Award, International Heteropterists Society (2014)
- Knipling Thesis Enhancement Award, Department of Entomology, North Dakota State University (2013-2014)
- Dr. Axel Bachmann award, for best note published in the Revista de la Sociedad Entomologica Argentina between 2017-2020.(Paper on Loxosceles laeta in Patagonia) (2021)